# Helix (sèrie de televisió)
Helix és una sèrie de televisió estatunidenca emesa per Syfy i AXN per a Llatinoamèrica. Es va estrenar el 10 de gener de 2014.
La primera temporada consta de 13 episodis. El 28 de març de 2014 es va anunciar que el programa s'havia renovat per a una segona temporada de 13 episodis, programada per a la seva estrena el gener de 2015. A Espanya la primera temporada de la sèrie es va estrenar el 9 de gener de 2015 en el servei de vídeo a la carta de Movistar Series, per després llançar el 17 de gener, 24 hores després de la seva estrena als Estats Units, la segona temporada.
El 29 d'abril de 2015, el canal Syfy va anunciar la cancel·lació de la sèrie després de la segona temporada.

## Argument
Un grup de científics del CDC (Centres per al Control i la Prevenció de Malalties) investiguen un brot viral en una estació de recerca biològica de l'Àrtida, només per descobrir que té conseqüències desastroses i més àmplies per al món sencer.

## Repartiment

### Principals
- Billy Campbell com a Dr. Alan Farragut
- Hiroyuki Sanada com a Dr. Hiroshi Hatake
- Jordan Hayes com a Dr. Sarah Jordan
- Kyra Zagorsky com a Dr. Julia Walker
- Mark Ghanime com a major Sergio Balleseros

### Recurrents
- Neil Napier com a Dr. Peter Farragut
- Meegwun Fairbrother com a Daniel Aerov (o Miksa) i com a Tulok (bessons)
- Luciana Carro com a Ananá
- Chimwemwe Miller com a Dr. Joel Haven
- Catherine Lemieux com a Dr. Doreen Boyle
- Patrick Baby com a Dr. Philippe Duchamp
- Robert Naylor com a The Scythe (fill de Constance Sutton)
- Christian Jadah com a tinent Klein
- Julian Casey com a Dr. Victor Adrian
- Amber Goldfarb com a Jaye/Jane Walker
- Alain Goulem com a Dr. Bryce
- Jeri Ryan com a Constance Sutton
- Alexandra Ordolis com a Blake
- Helen Koya com a hea/Willa
- Miranda Handford com a Dr. Rau Van Eigem
- Leni Parker com a Dr. Tracey
- Vitali Makarov com a Dr. Dmitri Marin

## Episodis
| Temporada | Temporada | Episodis | Emès originalment   | Emès originalment  |
| Temporada | Temporada | Episodis | Primera emissió     | Última emissió     |
| --------- | --------- | -------- | ------------------- | ------------------ |
|           | 1         | 13       | 10 de gener de 2014 | 28 de març de 2014 |
|           | 2         | 13       | 16 de gener de 2015 | 10 d'abril de 2015 |